# Listrac-de-Durèze
Listrac-de-Durèze (Listrac de Durèsa en gascon) est une commune du Sud-Ouest de la France, située dans le département de la Gironde (région Nouvelle-Aquitaine).
Ses habitants sont appelés les Listracais.

## Géographie

### Localisation
Située aux confins de l'Entre-deux-Mers sur la Durèze, la commune se trouve à 56 km à l'est-sud-est de Bordeaux, chef-lieu du département, à 40 km au nord-est de Langon, chef-lieu d'arrondissement et à 4,5 km au nord-ouest de Pellegrue, chef-lieu de canton.

### Communes limitrophes
Les communes limitrophes en sont Pellegrue au nord-est, Auriolles au sud-est, Soussac au sud sur moins de 500 m. et Saint-Antoine-du-Queyret à l'ouest. 
|                          |                   | Pellegrue |
| Saint-Antoine-du-Queyret | Listrac-de-Durèze |           |
|                          | Soussac           | Auriolles |

### Climat
Pour des articles plus généraux, voir Climat de la Nouvelle-Aquitaine et Climat de la Gironde.
Historiquement, la commune est exposée à un climat océanique aquitain.  
En 2020, Météo-France publie une typologie des climats de la France métropolitaine dans laquelle la commune est exposée à un climat océanique et est dans la région climatique  Aquitaine, Gascogne, caractérisée par une pluviométrie abondante au printemps, modérée en automne, un faible ensoleillement au printemps, un été chaud (19,5 °C), des vents faibles, des brouillards fréquents en automne et en hiver et des orages fréquents en été (15 à 20 jours).
Pour la période 1971-2000, la température annuelle moyenne est de 12,5 °C, avec une amplitude thermique annuelle de 14,8 °C. Le cumul annuel moyen de précipitations est de 816 mm, avec 12 jours de précipitations en janvier et 6,8 jours en juillet. Pour la période 1991-2020, la température moyenne annuelle observée sur la station météorologique la plus proche, située sur la commune de Talence à 13 km à vol d'oiseau, est de 14,3 °C et le cumul annuel moyen de précipitations est de 884,0 mm,. Pour l'avenir, les paramètres climatiques de la commune estimés pour 2050 selon différents scénarios d’émission de gaz à effet de serre sont consultables sur un site dédié publié par Météo-France en novembre 2022.

## Urbanisme

### Typologie
Au 1er janvier 2024, Listrac-de-Durèze est catégorisée commune rurale à habitat très dispersé, selon la nouvelle grille communale de densité à sept niveaux définie par l'Insee en 2022.
Elle est située hors unité urbaine et hors attraction des villes,.

### Occupation des sols

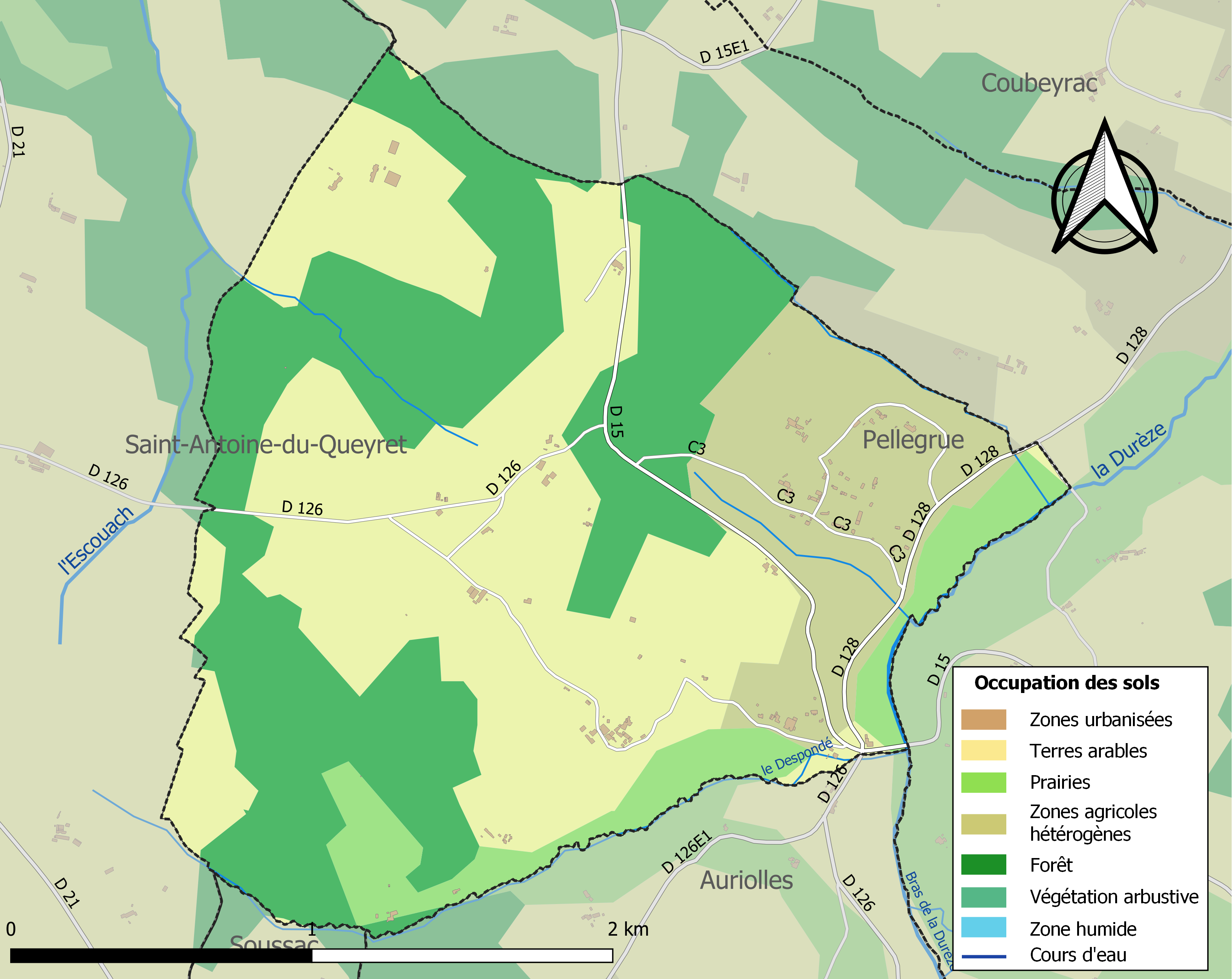
Carte des infrastructures et de l'occupation des sols de la commune en 2018 (CLC).

L'occupation des sols de la commune, telle qu'elle ressort de la base de données européenne d’occupation biophysique des sols Corine Land Cover (CLC), est marquée par l'importance des territoires agricoles (64,8 % en 2018), une proportion sensiblement équivalente à celle de 1990 (65,6 %). La répartition détaillée en 2018 est la suivante : 
forêts (35,2 %), cultures permanentes (34,6 %), zones agricoles hétérogènes (15,5 %), prairies (8,2 %), terres arables (6,5 %). L'évolution de l’occupation des sols de la commune et de ses infrastructures peut être observée sur les différentes représentations cartographiques du territoire : la carte de Cassini (XVIIIe siècle), la carte d'état-major (1820-1866) et les cartes ou photos aériennes de l'IGN pour la période actuelle (1950 à aujourd'hui).

### Voies de communication et transports
Les principales voies de communication routière qui traversent le territoire communal sont la route départementale D 15 qui mène vers le nord à Sainte-Radegonde et au-delà à Castillon-la-Bataille et vers le sud-est à Pellegrue et la route départementale D 126 qui mène vers l'ouest vers Saint-Antoine-du-Queyret et vers le sud à Soussac ; la route départementale D 126 permet de gagner Massugas vers le nord-est ; aucune de ces routes ne traverse le bourg desservi par une route vicinale.
L'accès le plus proche à l'autoroute A62 (Bordeaux-Toulouse) est celui de  4 La Réole distant de 32 km par la route vers le sud.

L'accès  1 Bazas à l'autoroute A65 (Langon-Pau) se situe à 51 km vers le sud-sud-ouest.

L'accès le plus proche à l'autoroute A89 (Bordeaux-Lyon) est celui de l'échangeur autoroutier  avec la route nationale 89 qui se situe à 36 km vers le nord-ouest.
La gare SNCF la plus proche est celle, distante de 24 km par la route vers le sud-sud-ouest, de La Réole sur la ligne Bordeaux-Sète du TER Nouvelle-Aquitaine.

La gare de Libourne permettant l'accès au TGV Atlantique Paris - Bordeaux et à la ligne de Lyon à Bordeaux est, quant à elle, distante de 33 km vers le nord-ouest.

### Risques majeurs
Le territoire de la commune de Listrac-de-Durèze est vulnérable à différents aléas naturels : météorologiques (tempête, orage, neige, grand froid, canicule ou sécheresse), inondations et séisme (sismicité très faible). Un site publié par le BRGM permet d'évaluer simplement et rapidement les risques d'un bien localisé soit par son adresse soit par le numéro de sa parcelle.
La commune a été reconnue en état de catastrophe naturelle au titre des dommages causés par les inondations et coulées de boue survenues en 1982, 1999 et 2009,.

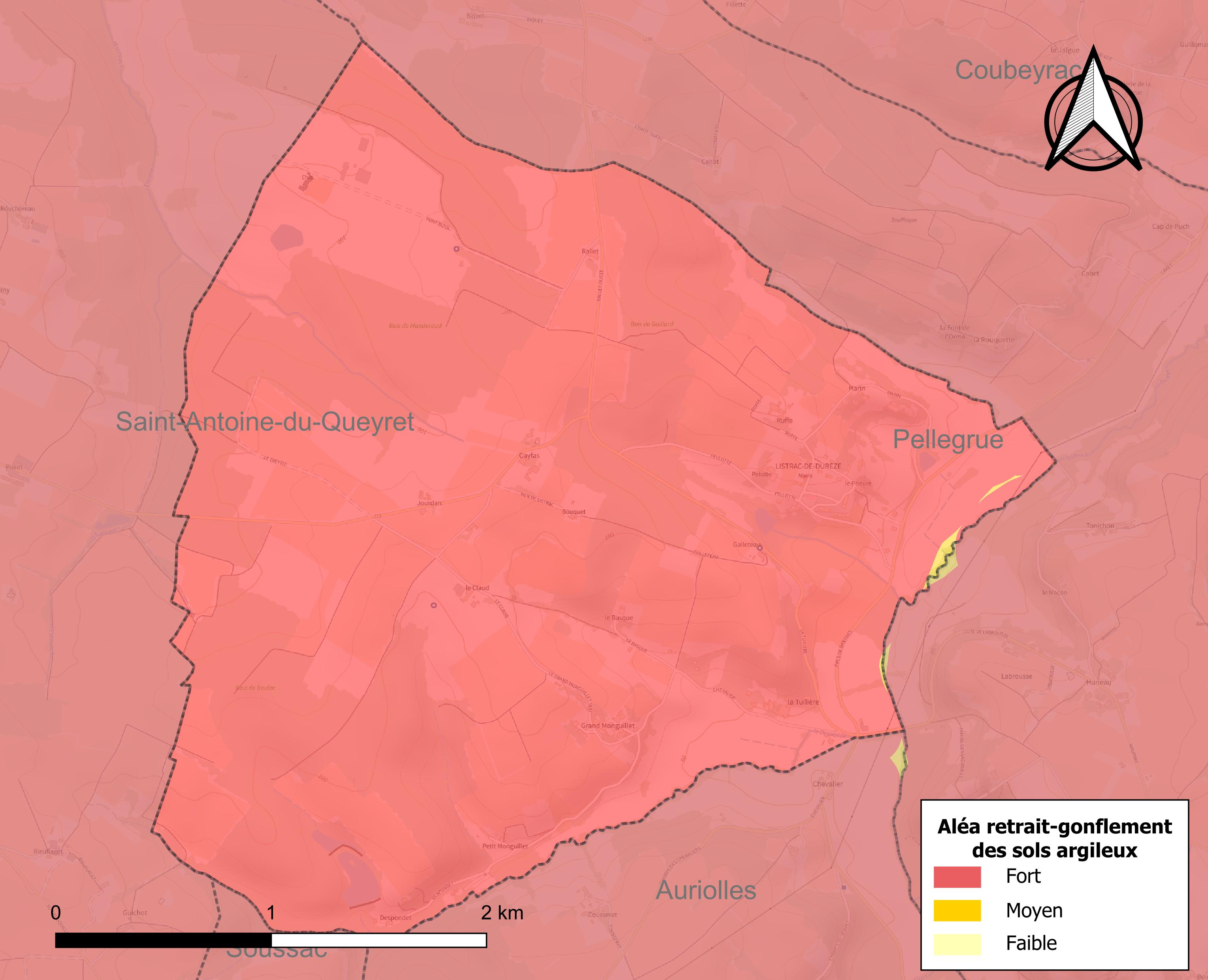
Carte des zones d'aléa retrait-gonflement des sols argileux de Listrac-de-Durèze.

Le retrait-gonflement des sols argileux est susceptible d'engendrer des dommages importants aux bâtiments en cas d’alternance de périodes de sécheresse et de pluie. La totalité de la commune est en aléa moyen ou fort (67,4 % au niveau départemental et 48,5 % au niveau national). Sur les 79 bâtiments dénombrés sur la commune en 2019, 79 sont en aléa moyen ou fort, soit 100 %, à comparer aux 84 % au niveau départemental et 54 % au niveau national. Une cartographie de l'exposition du territoire national au retrait gonflement des sols argileux est disponible sur le site du BRGM,.
Par ailleurs, afin de mieux appréhender le risque d’affaissement de terrain, l'inventaire national des cavités souterraines permet de localiser celles situées sur la commune.
Concernant les mouvements de terrains, la commune a été reconnue en état de catastrophe naturelle au titre des dommages causés par des mouvements de terrain en 1999.

## Histoire
À la Révolution, la paroisse Saint-Barthélemy de Listrac forme la commune de Listrac. Vers
1800, la commune de Listrac devient Listrac-de-Durèze.

## Politique et administration
| Période                                  | Période   | Identité                | Étiquette | Qualité     |
| ---------------------------------------- | --------- | ----------------------- | --------- | ----------- |
| avant 1995                               | mars 2008 | Alain Norbert Pimouguet | PS        |             |
| mars 2008                                | mars 2014 | Jean-Pierre Fajol       |           |             |
| mars 2014                                | En cours  | Jean-Marie Baëza        |           | Agriculteur |
| Les données manquantes sont à compléter. |           |                         |           |             |

### Communauté de communes
Le 1er janvier 2014, la communauté de communes du Pays de Pellegrue ayant été supprimée, la commune de Listrac-de-Durèze s'est retrouvée intégrée à la communauté de communes du pays Foyen siégeant à Pineuilh.

## Démographie
L'évolution du nombre d'habitants est connue à travers les recensements de la population effectués dans la commune depuis 1793. Pour les communes de moins de 10 000 habitants, une enquête de recensement portant sur toute la population est réalisée tous les cinq ans, les populations de référence des années intermédiaires étant quant à elles estimées par interpolation ou extrapolation. Pour la commune, le premier recensement exhaustif entrant dans le cadre du nouveau dispositif a été réalisé en 2006.

En 2022, la commune comptait 137 habitants, en évolution de −19,41 % par rapport à 2016 (Gironde : +6,91 %, France hors Mayotte : +2,11 %).
| 1793 | 1800 | 1806 | 1821 | 1831 | 1836 | 1841 | 1846 | 1851 |
| ---- | ---- | ---- | ---- | ---- | ---- | ---- | ---- | ---- |
| 306  | 264  | 224  | 230  | 187  | 213  | 214  | 208  | 214  |

| 1856 | 1861 | 1866 | 1872 | 1876 | 1881 | 1886 | 1891 | 1896 |
| ---- | ---- | ---- | ---- | ---- | ---- | ---- | ---- | ---- |
| 170  | 193  | 190  | 203  | 211  | 199  | 163  | 160  | 209  |

| 1901 | 1906 | 1911 | 1921 | 1926 | 1931 | 1936 | 1946 | 1954 |
| ---- | ---- | ---- | ---- | ---- | ---- | ---- | ---- | ---- |
| 206  | 193  | 207  | 171  | 174  | 165  | 164  | 150  | 158  |

| 1962 | 1968 | 1975 | 1982 | 1990 | 1999 | 2006 | 2011 | 2016 |
| ---- | ---- | ---- | ---- | ---- | ---- | ---- | ---- | ---- |
| 119  | 110  | 115  | 92   | 111  | 113  | 156  | 175  | 170  |

| 2021 | 2022 | - | - | - | - | - | - | - |
| ---- | ---- | - | - | - | - | - | - | - |
| 150  | 137  | - | - | - | - | - | - | - |

## Lieux et monuments
- L'église Saint-Barthélemy construite à l'origine au XIIe siècle dans le style roman est inscrite aux monuments historiques depuis 2001[25].

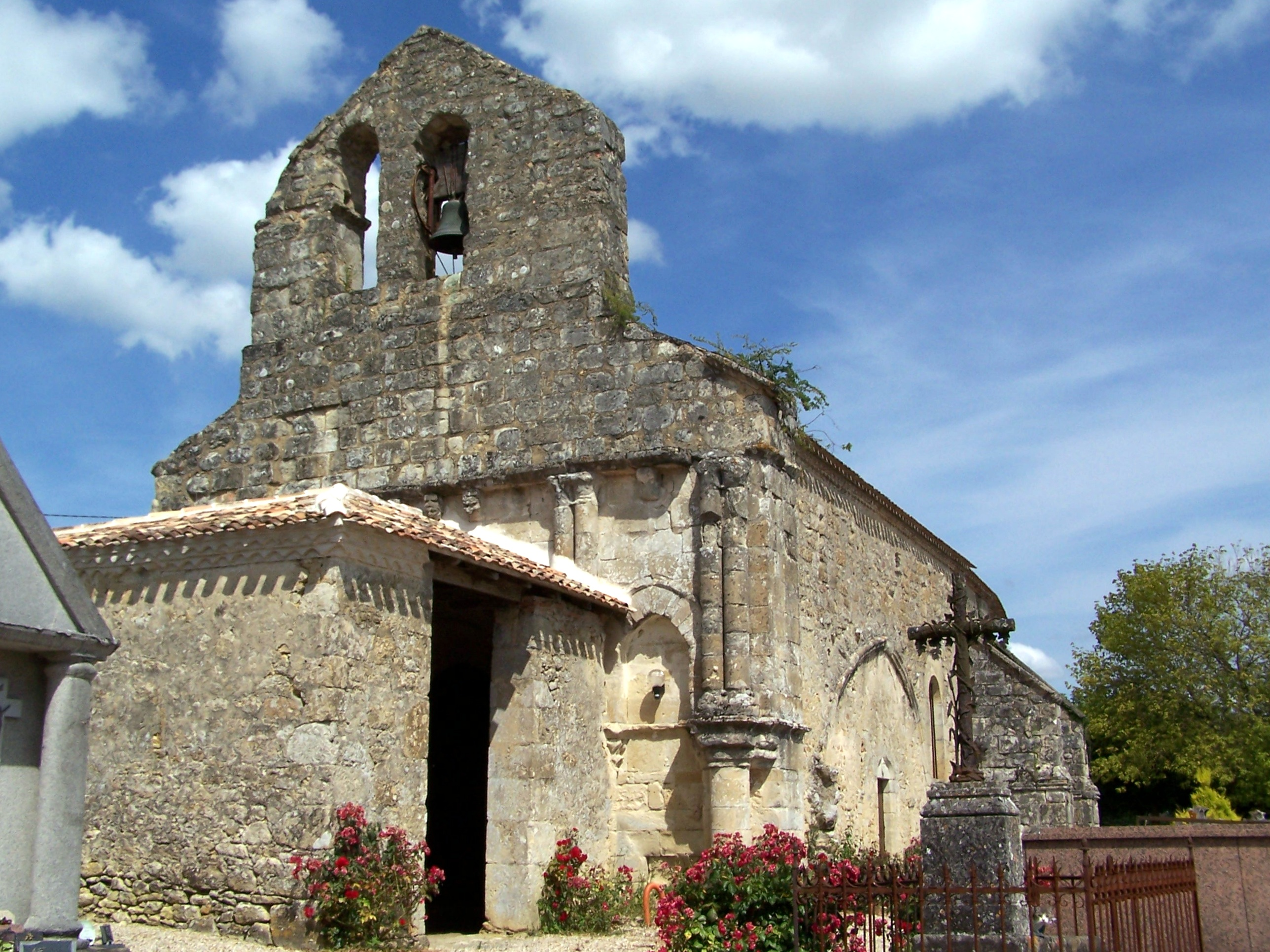
L'église Saint-Barthélemy (août 2012).
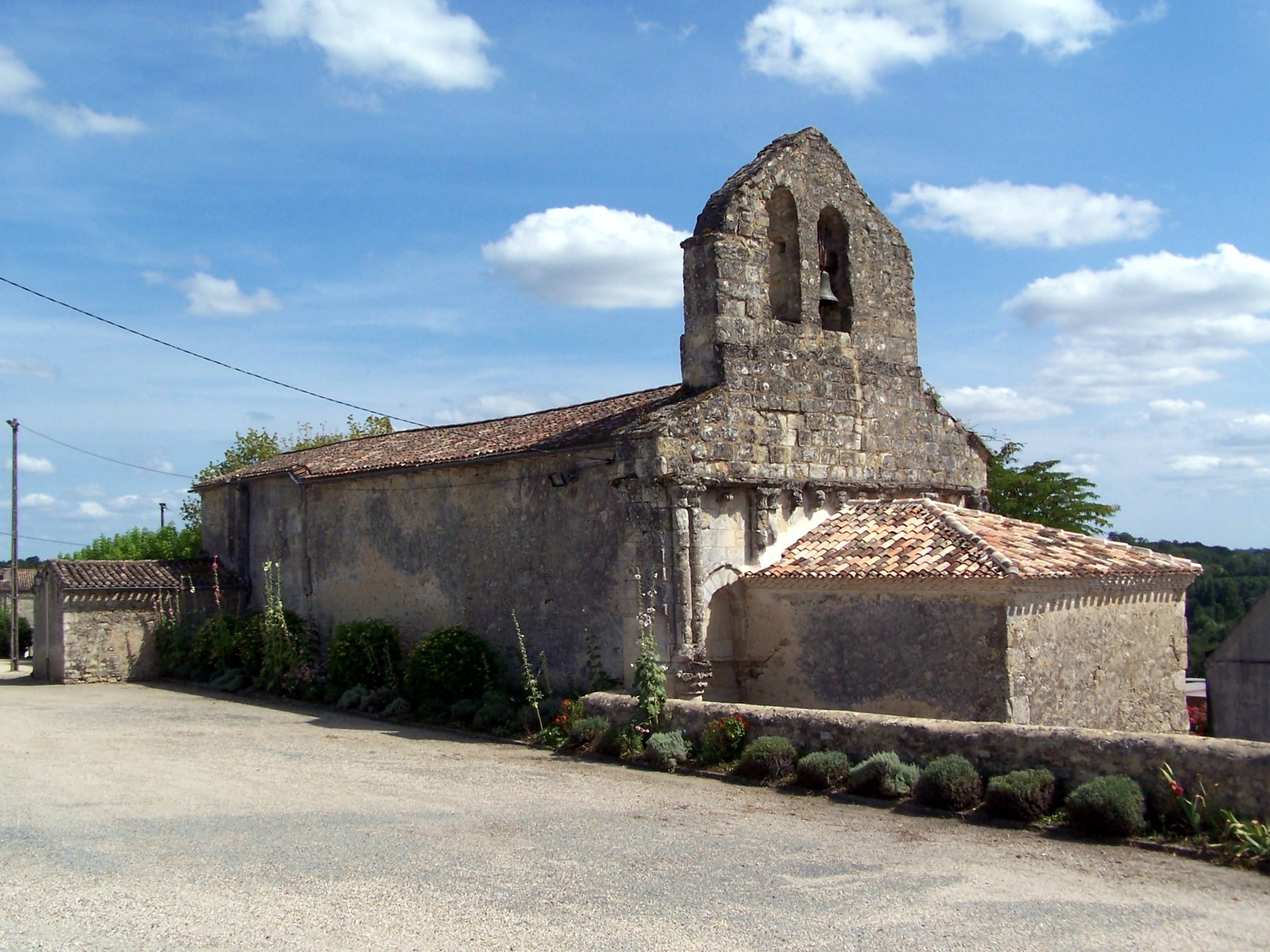
Vue nord-ouest de l'église Saint-Barthélemy (août 2012).
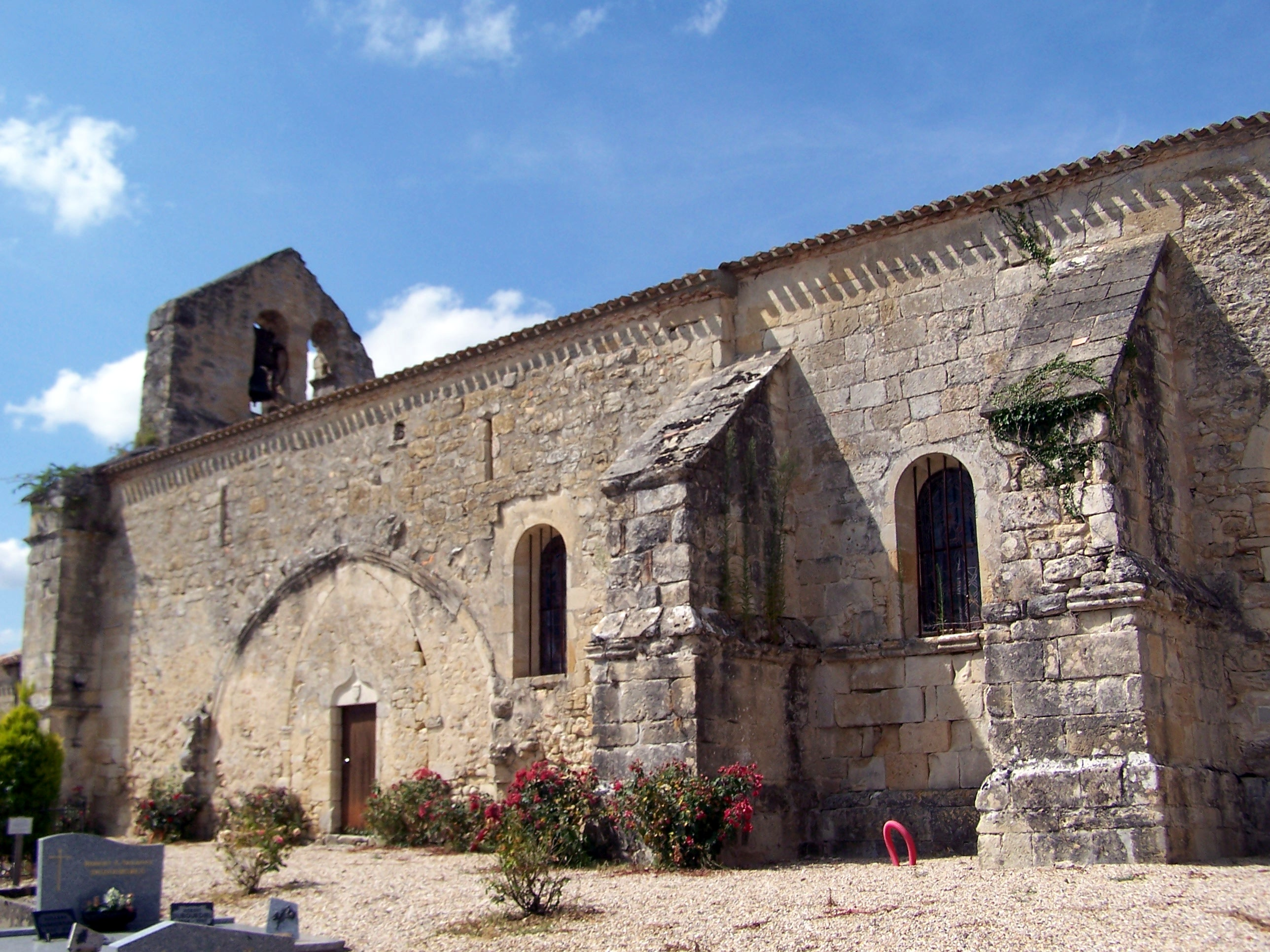
Vue latérale sud de l'église (août 2012).
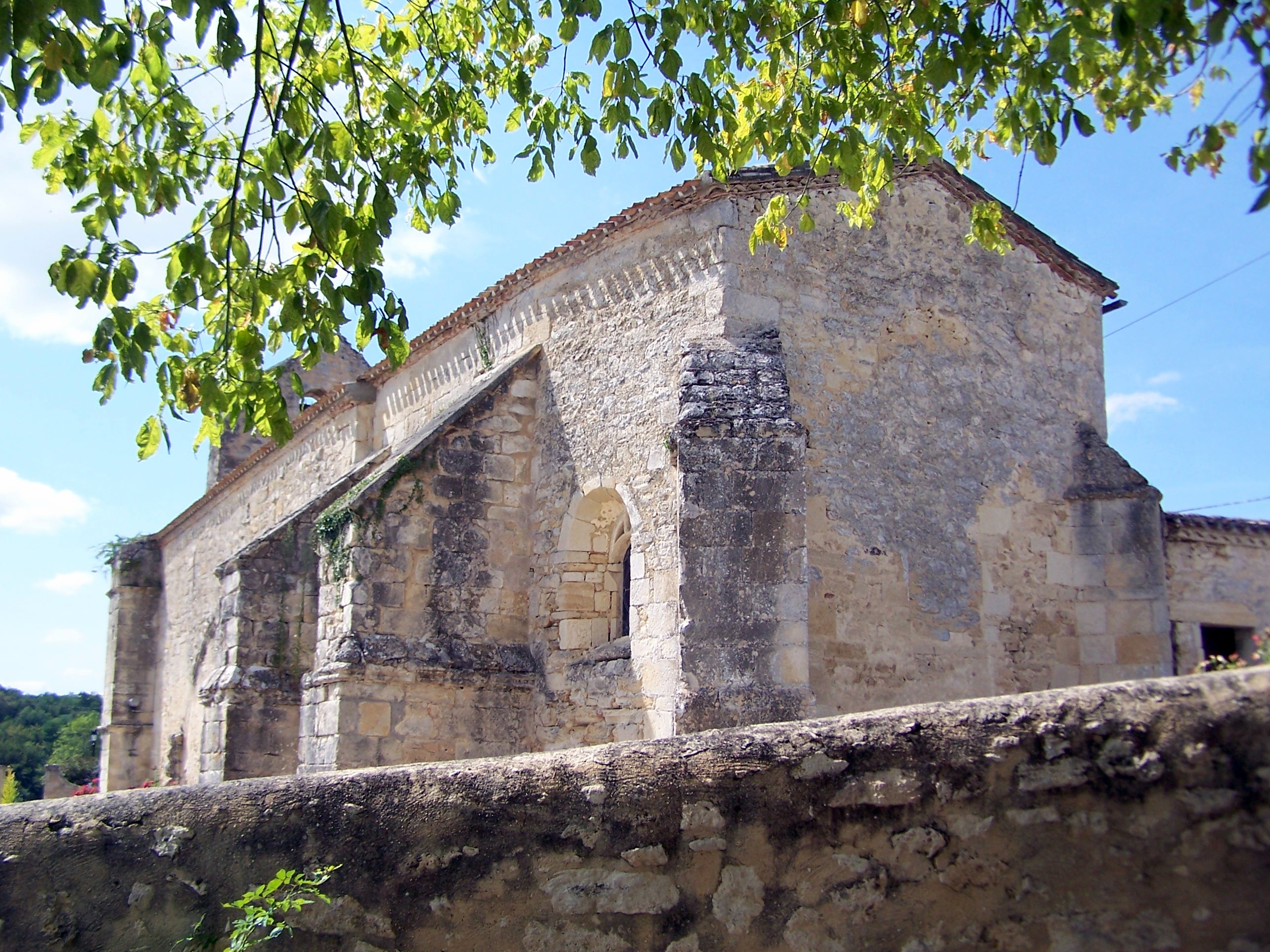
Le chevet (août 2012).
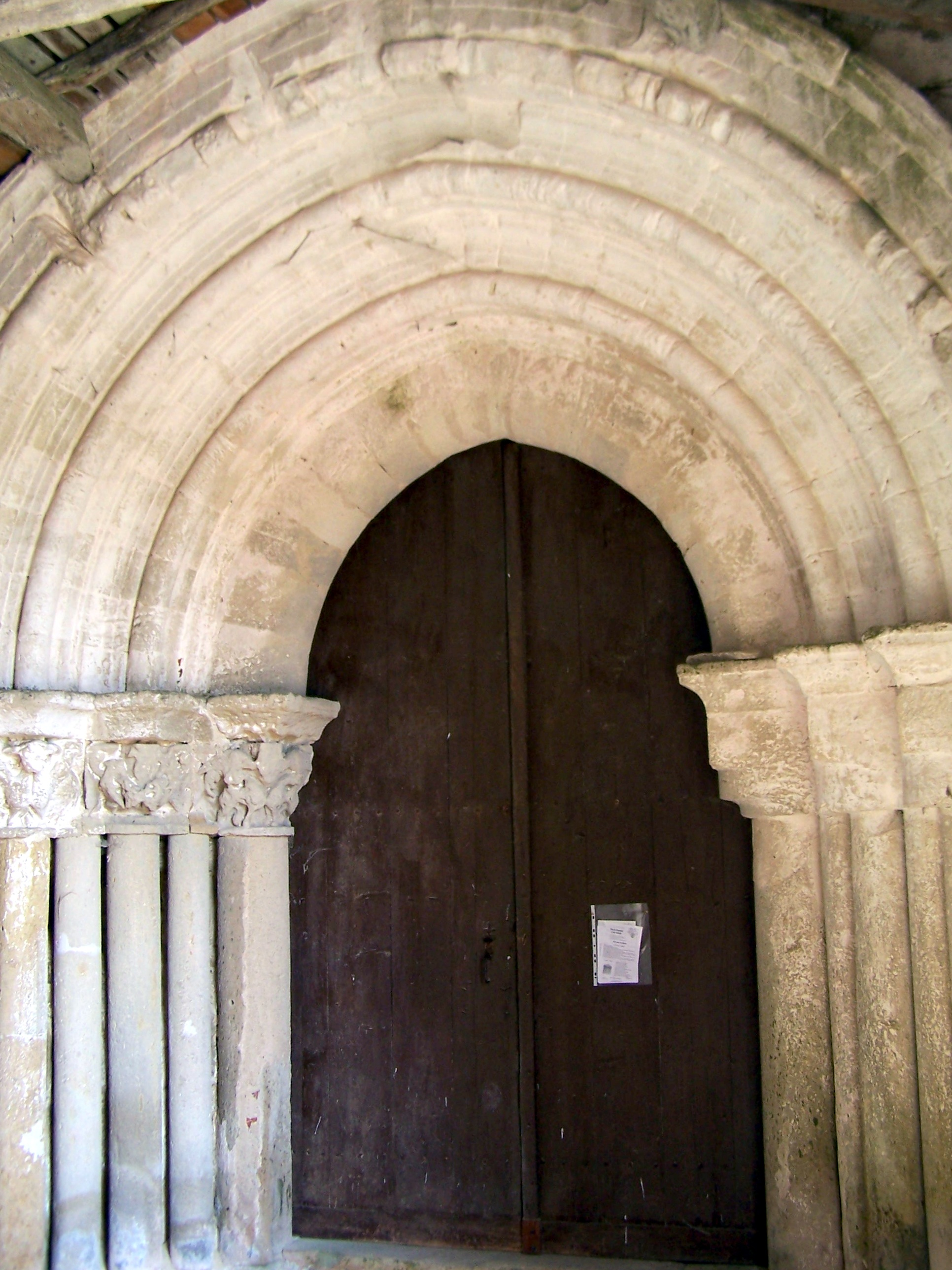
Le portail (août 2012).
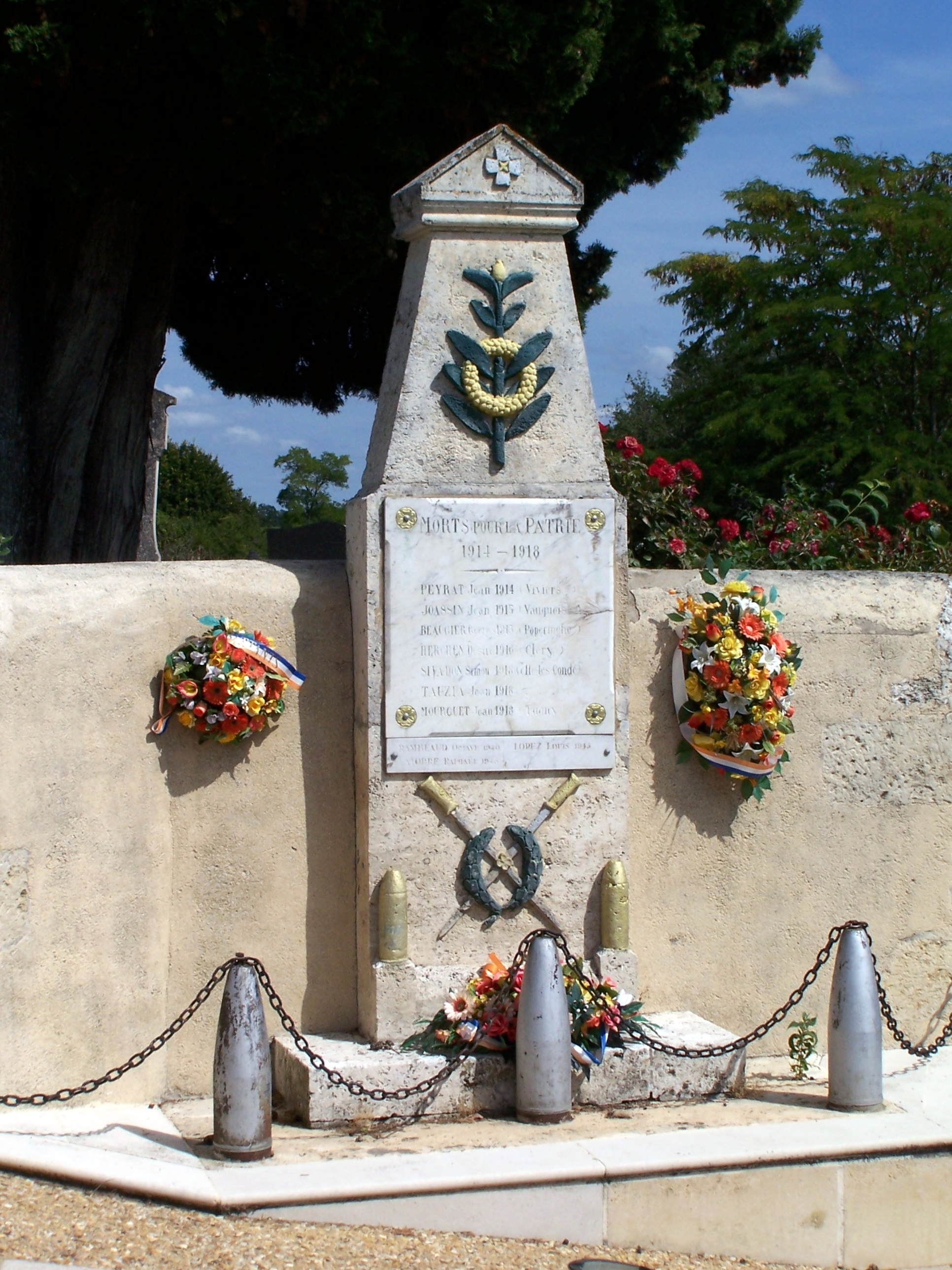
Le monument aux morts contre le mur du cimetière (août 2012).